# پی‌اس الکساندرا (۱۸۶۳)
پی‌اس الکساندرا (۱۸۶۳) (به انگلیسی: PS Alexandra (1863)) یک کشتی است که طول آن ۲۲۶٫۶ فوت (۶۹٫۱ متر) می‌باشد. این کشتی در سال ۱۸۶۳ ساخته شد.